# Capitoli di D.Gray-man

Copertina del primo volume dell'edizione italiana

Questa è la lista di capitoli di D.Gray-man, manga scritto e disegnato da Katsura Hoshino. La storia ruota attorno ad Allen Walker, un ragazzo che usa il potere dell'Innocence, e dei suoi compagni dell'Ordine Oscuro e della loro battaglia contro gli akuma, demoni creati da anime umane, da un'antica entità conosciuta come il Conte del Millennio.
I capitoli sono serializzati su Weekly Shōnen Jump dal 31 maggio 2004 e raccolti in volumi tankōbon, pubblicati a cadenza periodica da Shūeisha a partire dal 9 ottobre 2004. In Giappone, la serie si è arrestata due volte a causa di una malattia della Hoshino, tuttavia, la serie riprese poche settimane dopo. L'edizione italiana del manga è pubblicata da Panini Comics con cadenza bimestrale a partire dal 20 luglio 2006.

## Volumi 1-10
| Nº | Titolo italiano Giapponese 「Kanji」 - Rōmaji | Data di prima pubblicazione            | Data di prima pubblicazione |
| Nº | Titolo italiano Giapponese 「Kanji」 - Rōmaji | Giapponese                             | Italiano                    |
| 1  | Opening 「OPENING」 | 4 ottobre 2004 ISBN 4-08-873691-5      | 20 luglio 2006              |
| 1  | Capitoli - 1. Opening (オープニング?) - 2. Notte di plenilunio (満月の夜?, Mangetsu no yoru) - 3. Il Pentacolo (ペンタクル?, Pentakuru) - 4. Risoluzione e Inizio (覚悟と始まり?, Kakugo to hajimari) - 5. L'Ordine Oscuro (黒の教団?, Kuro no kyō-dan) - 6. Ingresso trionfale (入城?, Nyūjō) - 7. Rivelazione e Destinazione (判明と行く先?, Hanmei to yukusaki) |                                        |                             |
| 1  | Trama Dopo un duro allenamento sotto Cross Marian per diventare un Esorcista, un pastore che usa armi particolari per combattere gli Akuma, Allen Walker parte per la Gran Bretagna verso il quartier generale dell’Ordine Oscuro, un'organizzazione di Esorcisti creata dal Vaticano. Dopo il suo arrivo in Gran Bretagna, Allen distrugge numerosi Akuma, scoprendo che gli akuma vengono creati dal Conte del Millennio a partire dalle anime dei defunti quando i loro cari si disperano per la loro morte. Al quartier generale dell'Ordine Oscuro, Allen viene presentato agli altri Esorcisti da Komui Lee. Komui spiega ad Allen che l’arma che lui usa per combattere gli Akuma si chiama Innocence, e l’Ordine Oscuro è alla ricerca dei rimanenti pezzi dell’Innocence per poter sconfiggere il Conte del Millennio. |                                        |                             |
| 2  | Aria del vecchio della terra e della notte del cielo 「土翁と空夜のアリア」 - Tsuchi okina to kūya no aria | 27 dicembre 2004 ISBN 4-08-873760-1    | 24 agosto 2006              |
| 2  | Capitoli - 8. Entrata in servizio (任務開始?, Ninmu Kaishi) - 9. Aria del vecchio della terra e della notte del cielo (parte 1) (土翁と空夜のアリア①?, Tsuchi okina to kūya no aria 1) - 10. aria del vecchio della terra e della notte del cielo (parte 2) (土翁と空夜のアリア②?, Tsuchi okina to kūya no aria 2) - 11. Aria del vecchio della terra e della notte del cielo (parte 3) (土翁と空夜のアリア③?, Tsuchi okina to kūya no aria 3) - 12. Aria del vecchio della terra e della notte del cielo (parte 4) (土翁と空夜のアリア④?, Tsuchi okina to kūya no aria 4) - 13. Aria del vecchio della terra e della notte del cielo (parte 5) (土翁と空夜のアリア⑤?, Tsuchi okina to kūya no aria 5) - 14. Aria del vecchio della terra e della notte del cielo (parte 6) (土翁と空夜のアリア⑥?, Tsuchi okina to kūya no aria 6) - 15. Aria del vecchio della terra e della notte del cielo (parte 7) (土翁と空夜のアリア⑦?, Tsuchi okina to kūya no aria 7) - 16. Aria del vecchio della terra e della notte del cielo (parte 8) (土翁と空夜のアリア⑧?, Tsuchi okina to kūya no aria 8) |                                        |                             |
| 3  | La città del riavvolgimento 「巻き戻しの街」 - Makimudoshi no machi | 4 marzo 2005 ISBN 4-08-873784-9        | 21 settembre 2006           |
| 3  | Capitoli - 17. La distruzione dell'Ordine Oscuro (夜 黒の教団壊滅事件?, Kuro no kyōdan kaimetsu jiken) - 18. La tentata distruzione dell’Ordine Oscuro (黒の教団壊滅事件改め黒の教団壊滅未遂事件?, Kuro no kyōdan kaimetsu jiken, kuro no kyōdan kaimetsu mitai jikan) - 19. La città del riavvolgimento (巻き戻しの街?, Makimudoshi no machi) - 20. Buona a nulla (役立たず?, Yakutatazu) - 21. Contatto (接触?, Sesshoku) - 22. Esseri umani (人間?, Ningen) - 23. Akuma (悪魔?, Akuma) - 24. L'evocazione di Miranda Lotto (ミランダ・ロットーの発動?, Miranda Rottō no hatsudō) - 25. Rinascita (再生?, Saisei) - 26. La neve scende sulla città (街に雪が降り?, Machi ni yuki ga furi) |                                        |                             |
| 4  | Generali nel mirino 「元帥の危急」 - Gensui no kikyū | 2 maggio 2005 ISBN 4-08-873810-1       | 19 ottobre 2006             |
| 4  | Capitoli - 27. Sospetti (不審?, Fushin) - 28. L'uniforme dell'Ordine (団服?, Danbuku) - 29. Generali nel mirino (元帥の危急?, Gensui no kikyū) - 30. Disperso (行方不明?, Yukuefumei) - 31. Il vampiro del castello solitario (parte 1): Il messaggio misterioso (孤城の吸血鬼①―謎の使者―?, Gojō no kyūketsuki 1 -nazo no shisha-) - 32. Il vampiro del castello solitario (parte 2): Gli esorcisti contro il vampiro (孤城の吸血鬼②―エクソシストVS吸血鬼―?, Gojō no kyūketsuki 2 -ekusoshisuto VS kyūketsuki-) - 33. Il vampiro del castello solitario (parte 3): il castello di Crowley (孤城の吸血鬼③―クロウリー城―?, Gojō no kyūketsuki 3 -Kurōrī jō-) - 34. Il vampiro del castello solitario (parte 4): Odiato (孤城の吸血鬼④―嫌われ者―?, Gojō no kyūketsuki 4 -kirawaremono) - 35. Il vampiro del castello solitario (parte 5): Eliade (孤城の吸血鬼⑤―エリアーデ―?, Gojō no kyūketsuki 5 -Eriāde-) - 36. Il vampiro del castello solitario (parte 6): Ritorno (孤城の吸血鬼⑥―帰還―?, Gojō no kyūketsuki 6 -Kikan-)                                                                  |                                        |                             |
| 5  | Premonizione 「予覚」 - Yokaku | 4 luglio 2005 ISBN 4-08-873832-2       | 23 novembre 2006            |
| 5  | Capitoli - 37. Il vampiro del castello solitario (parte 7): Fusione (孤城の吸血鬼⑦―合流―?, Gojō no kyūketsuki 7 -gōryū-) - 38. Il vampiro del castello solitario (parte 8): Un amore in frantumi (孤城の吸血鬼⑧―愛、薔薇薔薇―?, Gojō no kyūketsuki 8 -ai, barabara-) - 39. Il vampiro del castello solitario (parte 9): Amore (孤城の吸血鬼⑨―コイ―?, Gojō no kyūketsuki 9 -koi-) - 40. Il vampiro del castello solitario (parte 10): Ragione (孤城の吸血鬼⑩―理由―?, Gojō no kyūketsuki 10 -riyū-) - 41. Premonizione (予覚?, Yokaku) - 42. Tre uomini ed un bambino (三人の男と一人の子供?, Sannin no otoko to hitori no kodomo) - 43. Una sonora risata (呵呵大笑?, Kakataishō) - 44. Cifra teorica (机上の数字?, Sajō no sūji) - 45. Signs (サイン?) - 46. Bollettino di morte di Cross Marian (クロス・マリアンの訃音?, Kurosu Marian no fuin) |                                        |                             |
| 6  | Delete 「削除」 - Derīto | 4 ottobre 2005 ISBN 4-08-873865-9      | 21 dicembre 2006            |
| 6  | Capitoli - 47. L'obiettivo del raid (来襲の目的?, Raishū no mokuteki) - 48. Ricordi di tenebre eterne (来襲の目的?, Tokoyami no kiaku) - 49. Colpa (罪?, Tsumi) - 50. Le voci dei compagni (仲間の声?, Nakama no koe) - 51. Lost Sheep - 52. L'inizio della notte della fine (終わりの夜のはじまり?, Owari no yoru no hajimari) - 53. Le ultime parole di Suman Dark (スーマン・ダーク最期の言葉?, Sūman Dāku saigo no kotoba) - 54. Rend Allen's Heart - 55. Delete (削除?, Derīto) - 56. Nightmare (悪夢?, Naitomea) |                                        |                             |
| 7  | Il distruttore del tempo 「時の破壊者」 - Toki no hakaisha | 26 dicembre 2005 ISBN 4-08-873888-8    | 25 gennaio 2007             |
| 7  | Capitoli - 57. Crossroads (時の?, Crossroads) - 58. Il distruttore del tempo (時の破壊者?, Toki no hakaisha) - 59. Battito di un cuore bianco (白の鼓動?, Shiro no kodō) - 60. La strada della promessa (誓いの道?, Chikai no michi) - 61. Il braccio sinistro (左腕?, Hidariude) - 62. Strategia (作戦?, Sakusen) - 63. Un cielo di nuvole plumbee (暗雲の空?, Anun no sora) - 64. Livello 3 (レベル３?, Reberu san) - 65. Titolo (「題名・・・」?, Taitoru...) - 66. Dal mare e dalle nuvole (海と雲から?, Umi to kumo kara) |                                        |                             |
| 8  | Messaggio 「メッセージ」 - Messēji | 4 luglio 2006 ISBN 4-08-874029-7       | 22 febbraio 2007            |
| 8  | Capitoli - 67. Un fenomeno inspiegabile (不明現象?, Fumei genshō) - 68. L'oscurità che inabissa (沈む黒?, Shizumu kuro) - 69. La fine del mondo (世界が滅ぶということ?, Sekai ga horobu to iu koto) - 70. Contrattacco (反撃?, Hangeki) - 71. Il prezzo della distruzione (破壊の代価?, Hakai no daika) - 72. Poi, scompare dal mare (そして海から消えて?, Soshite umi kara kiete) - 73. Crimson Snow - 74. Nave profanata, fanciulla non tornata (船斑ぎ少女戻らず?, Fune modorogi shōjo modorazu) - 75. Messaggio (メッセージ?, Messēji) - 76. Annullamento e perdita (亡失解除?, Rosuto kaijo) |                                        |                             |
| 9  | La nostra speranza 「僕らの希望」 - Bokura no kibō | 2 novembre 2006 ISBN 4-08-874293-1     | 24 gennaio 2008             |
| 9  | Capitoli - 77. Nightmare Paradise (メア・パラダイス?, Mea paradaisu) - 78. Messaggio del Giudice (メッセージ フロム ジャッチ?, Messēji furomu Jatchi) - 79. Battaglia ・ Edo + China (対戦・江戸＋中国?, Taisen, Edo + Chūgoku) - 80. Bianco Shockante (困惑の白?, Konwaku no shiro) - 81. La nostra speranza (僕らの希望?, Bokura no kibō) - 82. Così, Allen s'incamminò (そしてアレンは歩いていった?, Soshite Aren wa aruite itta) - 83. Due strade piene di rovi (道と道 その間は棘?, Michi to michi, sono aida wa ibara) - 84. Con te (キミと共に?, Kimi to tomo ni) - 85. Durante il tuo spettacolo recita l'amore (その劇中でアイを演じる?, Sono gekichū de ai o enjiru) - 86. E poi giunge il momento di sopirsi (そして眠りにつく頃に?, Soshite nemuri ni tsuku koro ni) |                                        |                             |
| 10 | Noah's Memory 「ノアズ・メモリー」 - Noazu Memorī | 2 febbraio 2007 ISBN 978-4-08-874318-9 | 20 marzo 2008               |
| 10 | Capitoli - 87. Tiedoll, Entry (ティエドール、エントリー?, Tiedōru, entorī) - 88. The Villain Bursts into Laughter (悪役は笑い出す?, Akuyaku wa waraidasu) - 89. Tragicomedy (トラジコメディ?, Torajikomedi) - 90. La campane della fine non suona ancora (閉幕ベルはまだ鳴らない?, Heimaku beru wa mada naranai) - 91. Una chiave e quattro porte (鍵と４つの扉?, Kagi to yottsu no tobira) - 92. Skin Boric Room (スキン・ボリック・ルーム?, Sukin borikku rūmu) - 93. Noah's Memory 1 (ノアズ・メモリー・１?, Noazu memorī ichi) - 94. Noah's Memory 2 (ノアズ・メモリー・２?, Noazu memorī ni) - 95. Noah's Memory 3 (ノアズ・メモリー・３?, Noazu memorī san) - 96. Noah's Memory 4 (ノアズ・メモリー・４?, Noazu memorī yon) - 97. Noah's Memory 5 (ノアズ・メモリー・５?, Noazu memorī go) |                                        |                             |

## Volumi 11-20
| Nº | Titolo italiano Giapponese 「Kanji」 - Rōmaji | Data di prima pubblicazione             | Data di prima pubblicazione |
| Nº | Titolo italiano Giapponese 「Kanji」 - Rōmaji | Giapponese                              | Italiano                    |
| 11 | Il palco rouge 「ルージュの舞台」 - Rūju no butai | 2 maggio 2007 ISBN 978-4-08-874341-7    | 22 maggio 2008              |
| 11 | Capitoli - 98. Twin's Room (ツインズ･ルーム?, Tsuinzu Rūmu) - 99. Debiti Crisis (借金クライシス?, Shakkin Kuraishisu) - 100. Lost the key…!? (?) - 101. Jusdero e Debit (ジャスデロとデビット?, Jasudero to Debitto) - 102. Bad game (?) - 103. An unruly child (?) - 104. La nostra forza chiamata "credere" (信じるという僕らの強さ?, Shinjiru to iu bokura no tsuyosa) - 105. Il palco rouge (ルージュの舞台?, Rūju no butai) - 106. Crimson shake (?) - 107. Sulla bara scorrerà… (棺に伝うは・・・?, Hitsugi ni atau wa...) |                                         |                             |
| 12 | Poker 「Poker」 | 9 agosto 2007 ISBN 978-4-08-874403-2    | 17 luglio 2008              |
| 12 | Capitoli - 108. Bloody Crowley (ブラッディ・クロウリー?, Buraddi Kurōrī) - 109. Chiudi gli occhi e vedi il rosso del sipario che cala (瞼を閉じ幕引きの赤?, Mabuta o toji makuhiki no aku) - 110. Cena a base di agnello (羊の晩餐会?, Hitsuji no bansankai) - 111. Rapsodia color delle tenebre (闇色ラプソディー?, Yami-iro Rapusodī) - 112. Poker (?) - 113. Destructive sheep (破壊的シープ?, Hakaiteki Shīpu) - 114. Crack cherry (亀裂チェリー?, Kiretsu Cherī) - 115. Debole (ヨワキ ヒト?, Yowaki Hito) - 116. Entra in scena l'entità critica (臨界者出現?, Rinkaisha shutsugen) - 117. Dolcezza, forza e… (優しさと強さと?, Yasashī to tsuyosa to) - 118. Demone -a devil- (魔−a devil−?, Ma -a devil-)                                                                                                |                                         |                             |
| 13 | La voce delle tenebre 「闇の吟」 - Yami no koe | 4 dicembre 2007 ISBN 978-4-08-874435-3  | 18 settembre 2008           |
| 13 | Capitoli - 119. "La"+"vi" (「ラ」+「ビ」?, "Ra"+"Bi") - 120. "Com"+"pa"+"gni" (「ナ」+「カ」+「マ」?, "Na"+"Ka"+"Ma") - 121. "Io" (「オレ」?, "Ore") - 122. Equal (?) - 123. La voce delle tenebre (闇の吟?, Yami no koe) - 124. Black Carnival (ブラックカーニバル?, Burakku Kānibaru) - 125. Crollo (崩壊?, Hōkai) - 126. Al fianco (傍に?, Soba ni) - 127. Apparizione (出現?, Shutsugen) - 128. TWO (?) |                                         |                             |
| 14 | Quando tutti tornerete a casa 「みんなが帰ってきたら」 - Minna ga kaettekitara | 4 marzo 2008 ISBN 978-4-08-874486-5     | 20 novembre 2008            |
| 14 | Capitoli - 129. Nero e bianco, 0° Celsius (黒白?, 0℃Kokubyaku rei-do) - 130. Gli occhi dell'odio (憎悪の瞳?, Zōo no hitomi) - 131. L'ombra del musicista (奏者の影?, Sōsha no kage) - 132. Il musicista!!? (奏者!!??, Sōsha!!?) - 133. Quando tutti tornerete a casa (みんなが帰ってきたら?, Minna ga kaettekitara) - 134. Le zone dell'arca (方舟の行方?, Hakobune no yukue) - 135. Risposa, con nuvole occasionali (安息時々曇り?, Ansoku tokidoki kumori) - 136. La pecora e il cane (羊と犬?, Hitsuji to inu) - 137. Il trovatello e il pierrot (捨て子とピエロ?, Sutego to Piero) - 138. Yet the Hands of Time Move Onward (だが進む刻の針?, Daga susumu toki no hari) |                                         |                             |
| 15 | Raid al Quartier Generale 「本部襲撃」 - Honbu shūgeki | 4 giugno 2008 ISBN 978-4-08-874528-2    | 22 gennaio 2009             |
| 15 | Capitoli - 139. Raid al quartier generale (本部襲撃?, Honbu shūgeki) - 140. L'altro lato della porta (扉の向こう?, Tobira no mukō) - 141. Alleato (味方?, Mikata) - 142. Avanti ora (?) - 143. Uno sguardo (シセン?, Shisen) - 144. Stella nera, stella rossa (ブラックスター・レッドスター?, Burakku sutā, reddo sutā) - 145. Oscurità...4 (?) - 146. Bambino oscuro (ダークチャイルド?, Dāku chairudo) - 147. Macchina da guerra (さつりくへいき?, Satsuriku heiki) - 148. Evocato (ヨビゴエ?, Yobigoe) - 149. Quel giorno la ragazza... (あの日, 少女は?, Ano hi, shōjo wa) |                                         |                             |
| 16 | Next Stage 「Next Stage」 | 4 settembre 2008 ISBN 978-4-08-874566-4 | 19 marzo 2009               |
| 16 | Capitoli - 150. Sangue e catene (血と鎖?, Chi to kusari) - 151. Al dio che odio (だいきらいなかみさまへ?, Daikirai na kami-sama e) - 152. Ora, scambiamoci le nostre promesse (そして約束のコトバを交わしましょう?, Soshite yakusoku no kotoba o kawashimash) - 153. Risoluzione cremisi (アカノカクゴ?, Aka no kakugo) - 154. Battaglia in corso (戦線ヘンドウ?, Sensen hend) - 155. L'incredibile attraverso il duraturo mattino (長い朝に響く?, Nagai asa ni hibiku) - 156. Next stage (?) - 157. Recitativo (レチタティーヴォ?, Rechitatvo) - 158. Il fiore del male (悪の花?, Aku no hana) - 159. Muovendosi nella tempesta: 2 AM (嵐の引っ越し 午前2時?, Arashi no hikkoshi, gozen niji) - 160. La nuova distruzione dell'Ordine Oscuro (黒の教団壊滅事件再び?, Kuro no kydan kaimetsu jiken futatabi) |                                         |                             |
| 17 | Vera identità 「正体」 - Shoutai | 4 dicembre 2008 ISBN 978-4-08-874605-0  | 21 maggio 2009              |
| 17 | Capitoli - 161. La distruzione dell'Ordine Oscuro - Again (黒の教団壊滅事件アゲイン?, Kuro no kyoudan kaimetsu jiken agein) - 162. La distruzione dell'Ordine Oscuro - Returns (黒の教団壊滅事件リターンズ?, Kuro no kyoudan kaimetsu jiken ritaanzu) - 163. La distruzione dell'Ordine Oscuro - Serious (黒の教団壊滅事件シリアス?, Kuro no kyoudan kaimetsu jiken shiriasu) - 164. L'Ordine Oscuro viene veramente distrutto (黒の教団ホントに壊滅?, Kuro no kyoudan honto ni kaimetsu) - 165. Pioggia (雨?, Ame) - 166. Vera identità (正体?, Shoutai) - 167. Segni (アンジ?, Anji) - 168. Crocevia (ワカレミチ?, Wakare-michi) - 169. There was a silence - 170. Dieci giorni dopo... (十日後・・・?, Tooka go...) - 171. Fronte e retro (ウラオモテ?, Uraomote)                                             |                                         |                             |
| 18 | Il bambino isolato 「ロンリーボーイ」 - Ronrii booi | 4 giugno 2009 ISBN 978-4-08-874642-5    | 19 novembre 2009            |
| 18 | Capitoli - 172. Notizie da G (Gからの予告状?, G kara no yokoku jou) - 173. Un ladro? Un fantasma? Un innocence? (コソドロ?ゴースト?イノセンス??, Kosodoro? Goosuto? Inosensu?) - 174. L'ispettore indemoniato (乗っ取られた監査官?, Nottorareta kansakan) - 175. Il ragazzo ladro (ドロボーのコドモ?, Dorobō no kodomo) - 176. La battaglia di Hekiji (結界の戦い?, Hekiji no tatakai) - 177. Il bambino isolato (ロンリーボーイ?, Ronrī boī) - 178. Mi dispiace (ごめんなさい?, Gomen Nasai) - 179. TIMOTHY INNOCENCE - 180. Tsukikami Livello II (憑神れべる《弐》?, Tsukikami reberu ni) - 181. Night Soaring (緋粧ナテハテナ?, Hishō Natehatena) |                                         |                             |
| 19 | Crociata di sangue 「聖戦ブラッド」 - Seisen buraddo | 4 dicembre 2009 ISBN 978-4-08-874675-3  | 16 dicembre 2010            |
| 19 | Capitoli - 182. Darkness Touch - 183. Lavati la faccia e andrà tutto bene (顔を洗えばだいじょうぶ?, Kao wo araeba daijoubu) - 184. Neogyps (ネオギプス?, Neogipusu) - 185. Figli dell'odio e dell'amore (憎愛から生まるる?, Zō ai kara uma ruru) - 186. Illusione (幻?, Maboroshi) - 187. Party and Party (パーティーアンドパーティー?, Pātī ando pātī) - 188. Crociata di sangue (聖戦ブラッド?, Seisen buraddo) |                                         |                             |
| 20 | La voce di Giuda 「ユダの呼」 - Yuda no ko | 4 giugno 2010 ISBN 978-4-08-874764-4    | 17 marzo 2011               |
| 20 | Capitoli - 189. La voce di Giuda (ユダの呼?, Yuda no ko) - 190. Il giardino senza frutti (徒花の庭?, Adabana no niwa) - 191. Ricordi d'amore (アイの記憶?, Ai no kioku) - 192. L'apostolo svelato (暴かれた使途?, Abakareta Shito) - 193. Friend |                                         |                             |

## Volumi 21-in corso
| Nº | Titolo italiano Giapponese 「Kanji」 - Rōmaji | Data di prima pubblicazione             | Data di prima pubblicazione           |
| Nº | Titolo italiano Giapponese 「Kanji」 - Rōmaji | Giapponese                              | Italiano                              |
| 21 | Il risveglio di Alma Karma 「リトル グッバイ」 - Ritoru gubai | 3 dicembre 2010 ISBN 978-4-08-870133-2  | 6 ottobre 2011                        |
| 21 | Capitoli - 194. Alma Karma si sveglia (アルマ＝カルマ覚醒?, Aruma Karuma kakusei) - 195. Scandalo (波紋?, Hamon) - 196. Andiamo!! (行け!!?, Ike!!) - 197. Percorsi di attraversamento senza incontrarsi (擦れ、違いて?, Sure, chigaite) - 198. Verità infruttuosa (徒花 の 真実?, Adabana no shinjitsu) - 199. Piccolo addio (リトル グッバイ?, Ritoru gubai) |                                         |                                       |
| 22 | Destino | 3 giugno 2011 ISBN 978-4-08-870240-7    | 12 aprile 2012                        |
| 22 | Capitoli - 200. Seme della distruzione (破滅の種子?, Hametsu no shushi) - 201. Peccatore nella disperazione (絶望の罪人?, Zetsubō no zainin) - 202. Un mondo che cambia (変わる世界?, Kawaru sekai) - 203. Destino - consapevolezza - (Fate -現-?, Fate - utsutsu -) - 204. Premonizioni di separazioni (別れの予感?, Wakare no yokan) - 205. La mia casa |                                         |                                       |
| 23 | Camminare all'aperto 「歩みだすもの」 - Ayumi dasu mono | 4 aprile 2012 ISBN 978-4-08-870392-3    | 13 settembre 2012                     |
| 23 | Capitoli - 206. Gli occhi di Maria (マリアの視線?, Maria no shisen) - 207. Camminare all'aperto (歩みだすもの?, Ayumi dasu mono) - 208. Stiamo vivendo vite nel dubbio (迷い生きる僕らは?, Mayoi ikiru bokura wa) - 209. In cerca di A.W. - Compagni di viaggio (A.W.（アレン・ウォーカー）をたずねて・同行者?, A.W (Aren Wōkā) wo tazunete dōkōsha) - 210. In cerca di A.W. - La ragione (A.W.（アレン・ウォーカー）をたずねて・理由?, A.W (Aren Wōkā) wo tazunete riyū) - 211. In cerca di A.W. - Ritrovo (A.W.（アレン・ウォーカー）をたずねて・再会?, A.W. (Aren Wōkā) wo tazunete saikai) - 212. In cerca di A.W. - Chiamandoti ((A.W.（アレン・ウォーカー）をたずねて・君を呼ぶ?, A.W (Aren Wōkā) wo tazunete kimi wo yobu) |                                         |                                       |
| 24 | Al tuo fianco 「キミの傍に」 - Kimi no soba ni | 1º novembre 2013 ISBN 978-4-08-870539-2 | 19 giugno 2014                        |
| 24 | Capitoli - 213. In cerca di A.W. - Nascondendo qualcuno (A.W（アレン・ウォーカー）をたずねて・秘める者?, A.W. (Aren Wōkā) wo tazunete himeru mono) - 214. In cerca di A.W. - Risveglio (A.W（アレン・ウォーカー）をたずねて・目覚め?, A.W. (Aren Wōkā) wo tazunete mezame) - 215. In cerca di A.W. - Al tuo fianco ( A.W（アレン・ウォーカー) をたずねて・キミの傍に?, A.W. (Aren Wōkā) wo tazunete kimi no soba ni) - 216. In cerca di A.W. - Attacco ( A.W（アレン・ウォーカー) をたずねて・襲撃?, A.W. (Aren Wōkā) wo tazunete shūgeki) - 217. In cerca di A.W. - Un posto vuoto (A.W（アレン・ウォーカー) をたずねて・One seat empty?, A.W. (Aren Wōkā) wo tazunete one seat empty) - 218. In cerca di A.W. - 'D' (A.W（アレン・ウォーカー) をたずねて・『D』?, A.W. (Aren Wōkā) wo tazunete 『D』) |                                         |                                       |
| 25 | Colui che ha dimenticato l'amore 「彼は愛を忘れている」 - Kare wa ai o wasure te iru | 3 giugno 2016 ISBN 978-4-08-870539-2    | 3 novembre 2016                       |
| 25 | Capitoli - 219. In cerca di A.W. - Colui che ha dimenticato l'amore (A.W（アレン・ウォーカー) をたずねて・『D』?, A.W. (Aren Wōkā) wo tazunete 『D』) - 220. In cerca di A.W. - Colui che, nel mezzo del vortice, serra gli occhi (A.W（アレン・ウォーカー）をたずねて・彼は渦の中でいっそう目を瞑る?, A.W. (Aren Wōkā) wo Tazunete Kare wa Uzu no Naka de Issō me o Tsumuru) - 221. In cerca di A.W. - Le sciocchezze del buffone (A.W（アレン・ウォーカー）をたずねて・道化の戯れ言?, A.W. (Aren Wōkā) wo Tazunete Dōke no Zaregoto) - 222. In cerca di A.W. - Hypokrisis (A.W(アレン・ウォーカー)をたずねて・Ｈｙｐｏｋｒｉｓｉｓ?, A.W. (Aren Wōkā) wo Tazunete Hypokrisis) |                                         |                                       |
| 26 | Segreti e resti 「秘密と亡骸」 - Himitsu to nakigara | 4 febbraio 2019 ISBN 978-4-08-881712-5  | 11 luglio 2019                        |
| 26 | Capitoli - 223. In cerca di A.W. - To my way (A.Wをたずねて・To my way?, Aren Wōkā wo tazunete to my way) - 224. In cerca di A.W. - CALL 1 (A.W (アレン・ウォーカー)をたずねて CALL (コール)1?, A.W. (Aren Wōkā) wo Tazunete CALL (Kōru) 1) - 225. In cerca di A.W. - CALL 2 (A.W (アレン・ウォーカー)をたずねて CALL (コール)2?, A.W. (Aren Wōkā) wo Tazunete CALL (Kōru) 2) - 226. Live man + Dead man (A.W (アレン・ウォーカー)をたずねて・Liveman + Deadman（ライブマンアンドデッドマン)?, A.W. (Aren Wōkā) wo Tazunete Liveman + Deadman (Raibuman Ando Deddoman)) - 227. Addio ad A.W. - Segreti e resti (A.W（アレン・ウォーカー）に別れを告げる・秘密と亡骸?, A.W. (Aren Wōkā) ni Wakare o Tsugeru Himitsu to Nakigara) - 228. Addio ad A.W. - Veleni e segnali (A.W（ｱﾚﾝ・ｳｫｰｶｰ）に別れを告げる・毒と標(しるべ)?, A.W. (Aren Wōkā) ni Wakare o Tsugeru Doku to Shirube) - 229. Addio ad A.W. - Occultazione e fiducia (A.W（ｱﾚﾝ・ｳｫｰｶｰ）に別れを告げる・掩蔽と腹心?, A.W. (Aren Wōkā) ni Wakare o Tsugeru Enpei to Fukushin) - 230. Addio ad A.W. - Luce e tracce di lacrime (A.W（アレン・ウォーカー）に別れを告げる・灯火と涙痕?, A.W. (Aren Wōkā) ni wakare o tsugeru ・ tomoshibi to ruikon) |                                         |                                       |
| 27 | Braccio Rosso e il pierrot 「赤腕とピエロ」 - Akaude to Piero | 4 agosto 2020 ISBN 978-4-08-882389-8    | 18 marzo 2021                         |
| 27 | Capitoli - 231. Addio ad A.W. - Prologo (A.W（アレン・ウォーカー）に別れを告げる・序幕?, A.W. (Aren Wōkā) ni wakare o tsugeru ・ Jomaku) - 232. Addio ad A.W. - Braccio Rosso (A.W（アレン・ウォーカー）に別れを告げる・赤腕とピエロ?, A.W. (Aren Wōkā) ni wakare o tsugeru ・ akaude to piero) - 233. Addio ad A.W. - The way of the three (A.W（アレン・ウォーカー）に別れを告げる・The way of the three?, A.W. (Aren Wōkā) ni wakare o tsugeru ・ The way of the three) - 234. Addio ad A.W. - Il sorvegliante (A.W（アレン・ウォーカー）に別れを告げる・監視者?, A. W (Aren Wōkā) ni wakare o tsugeru kanshi-sha) - 235. Addio ad A.W. - Braccio Rosso e il cane (A.W（アレン・ウォーカー）に別れを告げる・赤腕と犬?, A. W (Aren Wōkā) ni wakare o tsugeru ・ Akaude to inu) - 236. Addio ad A.W. - Braccio Rosso e il pierrot (A.W（アレン・ウォーカー）に別れを告げる・赤腕とピエロ?, A. W (Aren Wōkā) ni wakare o tsugeru ・ Akaude to Piero) |                                         |                                       |
| 28 | 「赤腕とマナ」 - Akaude to Mana | 4 ottobre 2022 ISBN 978-4-08-883268-5   | 11 maggio 2023 ISBN 978-88-287-4833-5 |
| 28 | Capitoli - 237. Addio ad A.W. - Braccio Rosso e Mana 1 (A.W（アレン・ウォーカー）に別れを告げる・赤腕とマナ?, A.W. (Aren Wōkā) ni wakare o tsugeru ・ Akaude to Mana) - 238. Addio ad A.W. - Braccio Rosso e Mana 2 (A.Wに別れを告げる・赤腕とマナ2?, A.W. (Aren Wōkā) ni wakare o tsugeru ・ Akaude to Mana 2) - 239. Addio ad A.W. - Braccio Rosso e Mana 3 (A.Wに別れを告げる・赤腕とマナ３?, A.W. (Aren Wōkā) ni wakare o tsugeru ・ Akaude to Mana 3) - 240. Addio ad A.W. - Braccio Rosso e Mana 4 (A.Wに別れを告げる・赤腕とマナ４?, A.W. (Aren Wōkā) ni wakare o tsugeru ・ Akaude to Mana 4) - 241. Addio ad A.W. - Braccio Rosso e Mana 5 (A.Wに別れを告げる・赤腕とマナ５?, A.W. (Aren Wōkā) ni wakare o tsugeru ・ Akaude to Mana 5) - 242. Addio ad A.W. - Braccio Rosso e Mana 6 (A.Wに別れを告げる・赤腕とマナ6?, A.W. (Aren Wōkā) ni wakare o tsugeru ・ Akaude to Mana 6) - 243. Addio ad A.W. - Braccio Rosso e Mana 7 (A.Wに別れを告げる・赤腕とマナ7?, A.W. (Aren Wōkā) ni wakare o tsugeru ・ Akaude to Mana 7) - 244. Addio ad A.W. - Braccio Rosso e Mana 8 (A.Wに別れを告げる・赤腕とマナ8?, A.W. (Aren Wōkā) ni wakare o tsugeru ・ Akaude to Mana 8) - 245. Addio ad A.W. - Braccio Rosso e Mana 9 (A.Wに別れを告げる・赤腕とマナ9?, A.W. (Aren Wōkā) ni wakare o tsugeru ・ Akaude to Mana 9) |                                         |                                       |
| 29 | 「もうひとりのBOOKMAN Jr.」 - Mō hitori no BOOKMAN Jr. | 4 luglio 2025 ISBN 978-4-08-884330-8    | —                                     |
| 29 | Capitoli - 246. (A.W（ｱﾚﾝ･ｳｫｰｶｰ）に別れを告げる・アレンとマナ?, A.W. (Aren Wōkā) ni wakare o tsugeru ・ Aren to Mana) - 247. (A.W（ｱﾚﾝ･ｳｫｰｶｰ）に別れを告げる・思惑と道?, A.W. (Aren Wōkā) ni wakare o tsugeru ・ Omowaku to michi) - 248. (A.W（ｱﾚﾝ･ｳｫｰｶｰ）に別れを告げる・接触?, A.W. (Aren Wōkā) ni wakare o tsugeru ・ Sesshoku) - 249. (A.W（ｱﾚﾝ･ｳｫｰｶｰ）に別れを告げる?, A.W. (Aren Wōkā) ni wakare o tsugeru) - 250. (終わらぬ呪い?, Owaranu noroi) - 251. (ズーグル古書店?, Zūguru kosho-ten) - 252. (もうひとりのBOOKMAN Jr.?, Mō hitori no BOOKMAN Jr.) - 253. (運命ならばいつかまた会える・前編?, Unmei naraba itsuka mata aeru ・ Zenpen) - 253.5. (白銀の記憶?, Hakugin no kioku) |                                         |                                       |

## Capitoli non ancora in formatotankōbon
Questa lista è suscettibile di variazioni e potrebbe essere incompleta o non aggiornata.

- 254.  (運命ならばいつかまた会える・後編?, Unmei naraba itsuka mata aeru ・ Kō-hen)
- 255.  (銀光の守りて?, Ginkō no mamorite)